# Aeroportul Annette Island
Aeroportul Annette Island (IATA: ANN, ICAO: PANT, FAA LID: ANN) este un aeroport din Alaska, Statele Unite ale Americii ce deservește zona Metlakatla⁠(d).
Situat la o altitudine de 36 m, aeroportul dispune de 2 piste.

## Infrastructură

### Piste
Aeroportul dispune de 2 piste. Pista 02/20 are suprafața de pietriș și dimensiunile 5.709 picioare × 150 picioare. Pista 12/30 are suprafața de asfalt și dimensiunile 7.493 picioare × 150 picioare. 